# Серафимівка (Ізюмський район)
Серафи́мівка — село в Україні, у Донецькій селищній громаді Ізюмського району Харківської області. Населення становить 7 осіб.

## Географія
Через село Серафимівку протікає пересихаючий струмок, на якому споруджені загати. За 3 км знаходиться селище П'ятигірське. Навколо села знаходиться велика кількість газових свердловин. Поруч проходить газопровід.

## Історія
До 2020 село було підпорядковане П'ятигірській сільській раді Балаклійського району. 
12 червня 2020 року, відповідно до Розпорядження Кабінету Міністрів України  № 725-р «Про визначення адміністративних центрів та затвердження територій територіальних громад Харківської області», увійшло до складу Донецької селищної територіальної громади.
19 липня 2020 року, в результаті адміністративно-територіальної реформи та ліквідації Балаклійського району, село увійшло до складу новоутвореного Ізюмського району.